# Hormonpflaster

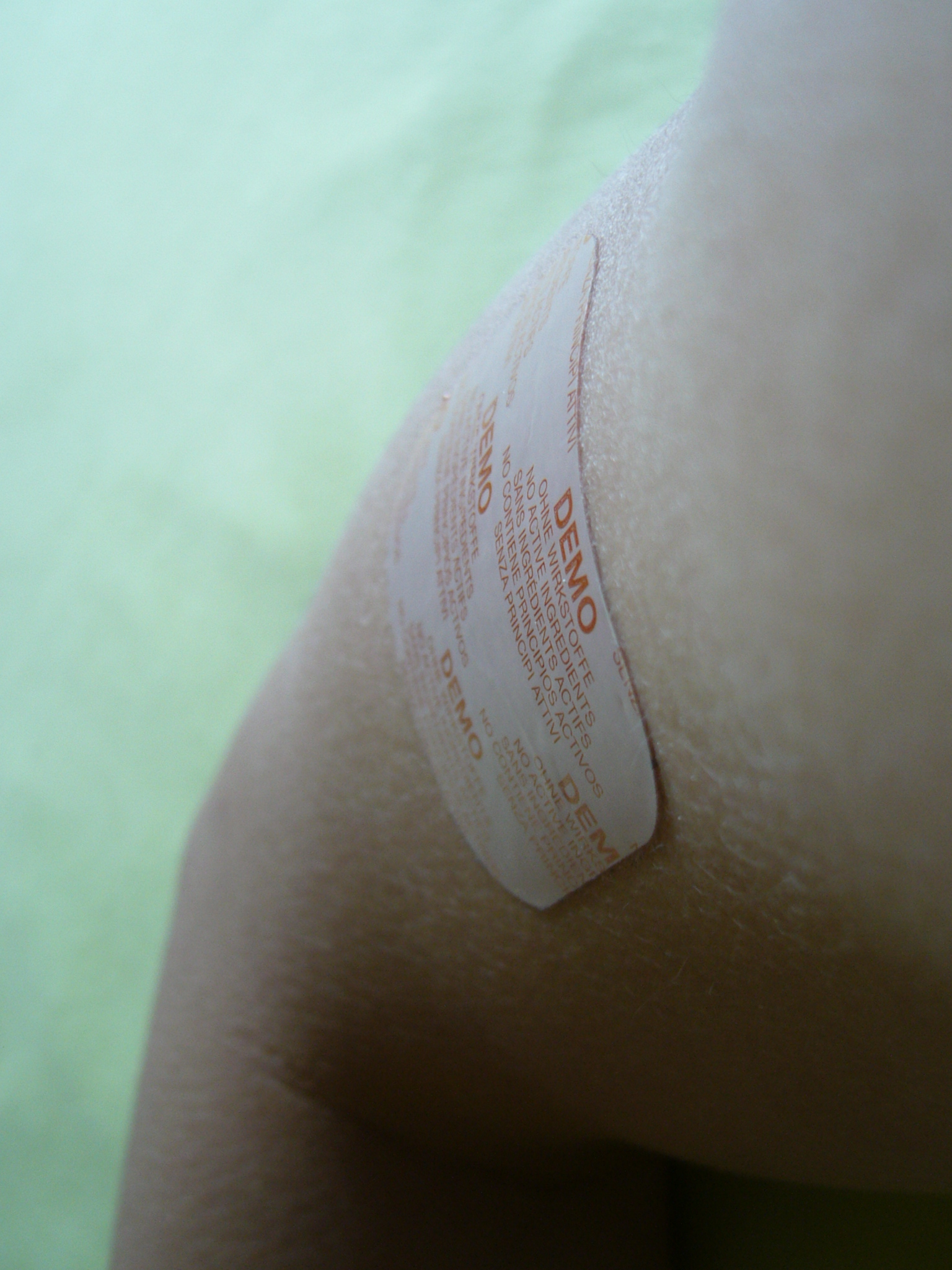
Verhütungspflaster für Demonstrationszwecke ohne Wirkstoff

Hormonpflaster (oder Verhütungspflaster) sind eine Verabreichungsform für Hormonpräparate. Zurzeit werden damit Geschlechtshormone verabreicht, also Testosteron bzw. Östrogene und/oder Gestagene. Der Wirkstoff wird dabei über die Haut, also transdermal aufgenommen (siehe Transdermales Pflaster).
Vorteile der Verabreichung über Pflaster statt über orale Präparate oder Spritzen ist eine sehr gleichmäßige Verteilung des Wirkstoffes sowie eine im Vergleich zur oralen Aufnahme geringere Belastung der Leber und die Vermeidung des Abbaus des Präparats im Verdauungstrakt, und dadurch bedingt eine geringere notwendige Dosis (siehe First-Pass-Effekt). Ein Verhütungspflaster erlaubt es, über einen Zeitraum Hormone abzugeben, der mit anderen Applikationsarten nicht erreichbar ist.
In großem Umfang wurden Hormonpflaster zunächst zur Behandlung von Wechseljahresbeschwerden bei Frauen eingesetzt, mittlerweile auch zur Behandlung von Hormonmangelzuständen bei Männern. Beide Anwendungen sind als Langzeitanwendungen umstritten. Weiterhin werden Verhütungspflaster auch zur Empfängnisverhütung bei Frauen eingesetzt.

## Empfängnisverhütung bei Frauen
Zur Empfängnisverhütung funktioniert das Hormonpflaster ähnlich wie die Pille. Es wird siebenmal hintereinander zehn Tage lang auf die Haut geklebt und dann folgt eine Woche ohne Pflaster.
Die Sicherheit ist so hoch wie bei der Pille (Pearl-Index 0,88). Die Nebenwirkungen sind denen der Pille ähnlich, es kann zusätzlich zu Hautirritationen und einer schmerzhafteren Regel kommen. Dafür ist es bei Durchfall/Erbrechen sicherer als die Pille.
Das Pflaster soll nicht auf die Brust oder die Innenseiten der Arme und Beine geklebt werden und die Klebestellen sollen gewechselt werden, da die Gefahr einer Hautirritation sonst erhöht ist.
Wegen möglicherweise erhöhter Thrombogenität gegenüber der Pille soll laut der amerikanischen Arzneimittelzulassungsbehörde (FDA) bei Vorliegen von Risikofaktoren für thrombembolische Ereignisse im individuellen Fall die Anwendung anderer Verhütungsmaßnahmen geprüft werden. Eine andere Studie fand allerdings kein höheres Thromboserisiko im Vergleich zur Pille.